# モーリー (雑誌)
『モーリー』は、財団法人北海道新聞野生生物基金が発行する雑誌。北海道の自然に関する話題を、様々な角度から扱う。1999年創刊で、年2回発行されている。通称「北海道ネーチャーマガジン」。
1号～9号までは定価（税込）500円で販売され、10号～19号は700円で販売されている。